# Йохан Георг фон Айнзидел
Йохан Георг фон Айнзидел (на немски: Johann Georg Graf von Einsiedel; * 24 май 1692, Дрезден; † 17 януари 1760, Байройт) е от 1745 г. граф от саксонския благороднически род Айнзидел и дворцов чиновник.

## Биография
Той е син (от седем деца) на тайния съветник и главен дворцов майстер Ханс Хауболд фон Айнзидел (* 17 август 1654; † 1 октомври 1700) и съпругата му Анна София фон Румор († 17 април 1725, Дрезден). Внук е на Рудолф Хауболд фон Айнзидел (1616 – 1654) и Агнес фон Шьонберг. Правнук е на Хайнрих Хилдебранд фон Айнзидел (1586 – 1651) и Анна София фон Поникау.
Йохан Георг е първи дворцов маршал в Дрезден и е издигнат на имперски граф на 9 септември 1745 г. от курфюрст Фридрих Август II Саксонски.
Той умира на 17 януари 1760 г. на 67 години в Байройт и е погребан във Волкенбург на 22 януари 1760 г.

## Фамилия
Първи брак: с Елеонора фон Шьонберг. Те имат 12 деца:
- Хауболд Абрахам фон Айнзидел, граф, женен I. за Беата Елизабет фон Хартитч, II. на 11 ноември 1716 г. в Дрезден за Доротея Елеонора фон Шьонберг
- Анна София фон Айнзидел, омъжена за Карл Хауболд Бозе
- Хайнрих Хилдебранд фон Айнзидел (* 7 януари 1659; † 19 април 1731), женен I. за Елизабет Доротея фон Трескау, II. за фрайин Шарлота Юстина фон Фризен (* 16 юли 1658; † 12 февруари 1733)
- Ханс Рудолф фон Айнзидел
- Агнеса Елеонора фон Айнзидел
- Курт Хайнрих фон Айнзидел, женен за Магдалена Сибила Маршал фон Биберщайн
- Александер фон Айнзидел
- Карл Кристиан фон Айнзидел
- Кристиана Маргарета фон Айнзидел, омъжена за фон Бьолау
- син
- Готлоб Хайнрих фон Айнзидел
- Рахел фон Айнзидел, омъжена за фон Бутлер

Втори брак: на 4 ноември 1720 г. в Дрезден с графиня Шарлота фон Флеминг (* 25 март 1704; † 21 ноември 1758, Плауен, Фогтланд), дъщеря на саксонския генерал граф Йоахим Фридрих фон Флеминг (1665 – 1740) и Кристиана Шарлота фон Вацдорф († 1738). Те имат децата:
- Шарлота София фон Айнзидел (* 25 януари 1724, Дрезден; † 8 ноември 1742, Дрезден)
- Фридерика Хенриета фон Айнзидел (* 2 март 1725, Дрезден; † 3 юни 1758, Герсдорф)
- Кристиана Вилхелмина фон Айнзидел (* 24 септември 1726, Дрезден; † 13 декември 1798, Векселбург), омъжена на 21 юни 1756 г. в Герсдорф за граф Карл Хайнрих II фон Шьонбург-Фордерглаухау (* 23 октомври 1729, Векселбург; † 4 юни 1800, Векселбург), син на граф Франц Хайнрих фон Шьонбург-Валденбург (1682 – 1746) и графиня Йохана София Елизабет фон Шьонбург-Валденбург (1699 – 1739)[3]
- Йохан Георг Фридрих фон Айнзидел (* 18 декември 1730, Дрезден; † 21 юни 1811, Райберсдорф), саксонски държавник, женен на 17 септември 1766 г. в Бауцен за Елеонора Хенриета фон Поникау (* 23 декември 1733; † 21 октомври 1806, Райберсдорф), вдовица на граф Николаус Вилхелм фон Герсдорф, дъщеря на Йохан Адолф фон Поникау и Каролина София фон Цемен
- Детлев Карл фон Айнзидел (* 27 август 1737, Дрезден; † 17 декември 1810, Мюкенберг), саксонски кабинет-министър и основател на предприятие, женен

⚭ I. на 25 април 1764 г. в дворец Лихтенщайн или на 4 май 1744 г. в Утфе за графиня Сидония Албертина фон Шьонбург-Лихтенщайн (* 10/20 август 1745, дворец Лихтенщайн близо до Глаухау; † 1 май 1787, Дрезден), дъщеря на граф Вилхелм Хайнрих фон Шьонбург-Лихтенщайн (1714 – 1750) и графиня Вилхелмина фон Золмс-Лаубах (1723 – 1773)
⚭ II. на 14 март 1791 г. в Дрезден за Йохана Амалия фон Панвиц (* 14 януари 1750, Велау; † 12 октомври 1810, Дрезден), вдовица на Йохан Август Хайнрих фон Рьодер († 27 април 1782), дъщеря на Фридрих Вилхелм фон Панвиц (1719 – 1790) и София Вилхелмина Албертина фон Фирек (1731 – 1772)